# U-405 (tàu ngầm Đức)
U-405 là một tàu ngầm tấn công  Lớp Type VII thuộc phân lớp Type VIIC được Hải quân Đức Quốc Xã chế tạo trong Chiến tranh Thế giới thứ hai. Nhập biên chế năm 1941, nó đã thực hiện được tám chuyến tuần tra, đánh chìm được hai tàu buôn với tổng tải trọng 11.841 GRT cùng ba tàu chiến với tổng tải trọng 361 tấn. Trong chuyến tuần tra cuối cùng, U-405 bị tàu khu trục Hoa Kỳ USS Borie đánh chìm trong Đại Tây Dương vào ngày 1 tháng 11, 1943.

## Thiết kế và chế tạo

### Thiết kế

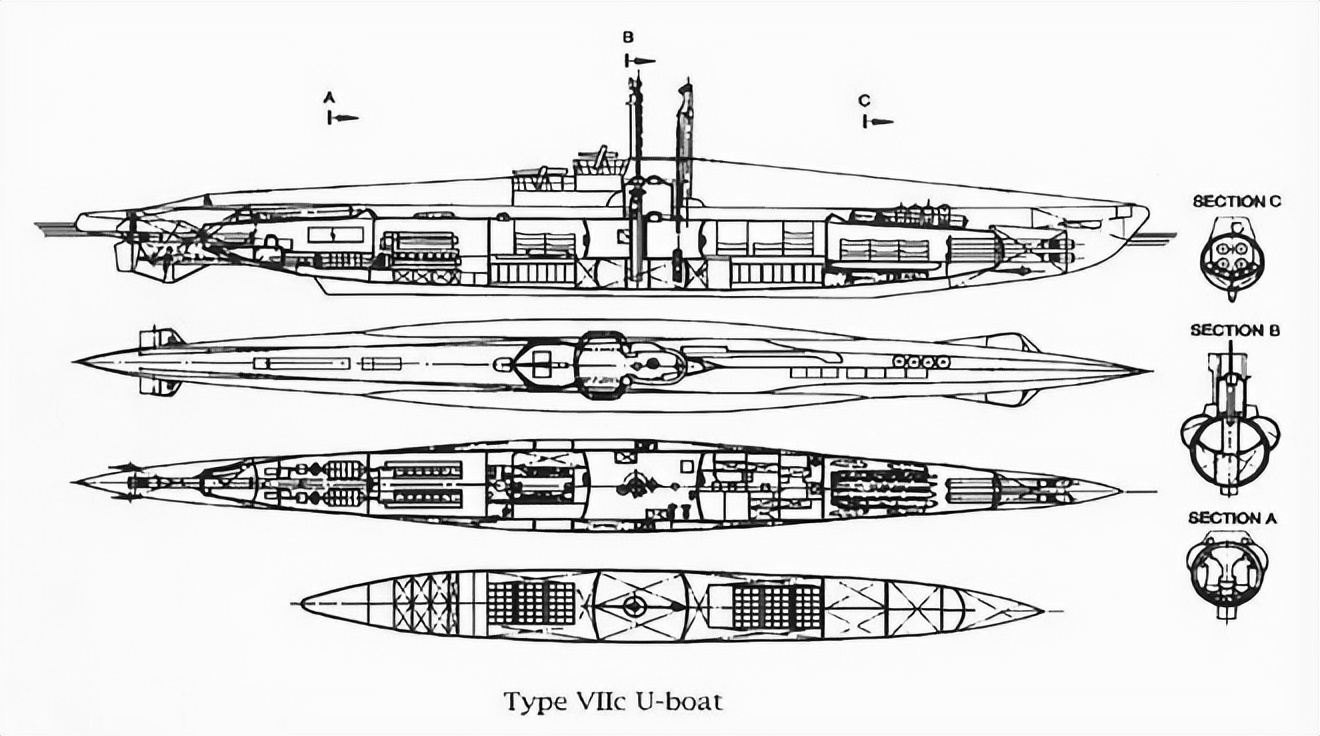
Sơ đồ các mặt cắt một tàu ngầm Type VIIC

Phân lớp VIIC của Tàu ngầm Type VII là một phiên bản VIIB được kéo dài thêm. Chúng có trọng lượng choán nước 769 t (757 tấn Anh) khi nổi và 871 t (857 tấn Anh) khi lặn). Con tàu có chiều dài chung 67,10 m (220 ft 2 in), lớp vỏ trong chịu áp lực dài 50,50 m (165 ft 8 in), mạn tàu rộng 6,20 m (20 ft 4 in), chiều cao 9,60 m (31 ft 6 in) và mớn nước 4,74 m (15 ft 7 in).
Chúng trang bị hai động cơ diesel Germaniawerft F46 siêu tăng áp 6-xy lanh 4 thì, tổng công suất 2.800–3.200 PS (2.100–2.400 kW; 2.800–3.200 bhp), dẫn động hai trục chân vịt đường kính 1,23 m (4,0 ft), cho phép đạt tốc độ tối đa 17,7 kn (32,8 km/h), và tầm hoạt động tối đa 8.500 nmi (15.700 km) khi đi tốc độ đường trường 10 kn (19 km/h). Khi đi ngầm dưới nước, chúng sử dụng hai động cơ/máy phát điện Garbe, Lahmeyer & Co. RP 137/c  tổng công suất 750 PS (550 kW; 740 shp). Tốc độ tối đa khi lặn là 7,6 kn (14,1 km/h), và tầm hoạt động 80 nmi (150 km) ở tốc độ 4 kn (7,4 km/h). Con tàu có khả năng lặn sâu đến 230 m (750 ft).
Vũ khí trang bị có năm ống phóng ngư lôi 53,3 cm (21 in), bao gồm bốn ống trước mũi và một ống phía đuôi, và mang theo tổng cộng 14 quả ngư lôi, hoặc tối đa 22 quả thủy lôi TMA, hoặc 33 quả TMB. Tàu ngầm Type VIIC bố trí một hải pháo 8,8 cm SK C/35 cùng một pháo phòng không 2 cm (0,79 in) trên boong tàu. Thủy thủ đoàn bao gồm 4 sĩ quan và 40-56 thủy thủ.

### Chế tạo
U-405 được đặt hàng vào ngày 16 tháng 10, 1939, và được đặt lườn tại xưởng tàu Danziger Werft ở Danzig (nay là Gdańsk thuộc Ba Lan) vào ngày 8 tháng 7, 1940. Nó được hạ thủy vào ngày 4 tháng 6, 1941, và nhập biên chế cùng Hải quân Đức Quốc Xã vào ngày 17 tháng 9, 1941 dưới quyền chỉ huy của Hạm trưởng, Thiếu tá Hải quân Rolf-Heinrich Hopman.

## Lịch sử hoạt động

### 1942
Sau khi hoàn tất việc huấn luyện trong thành phẩn Chi hạm đội U-boat 8, U-405 được điều sang Chi hạm đội U-boat 1 từ ngày 1 tháng 3, 1942 để hoạt động trên tuyến đầu. Nó lại được điều sang Chi hạm đội U-boat 11 từ ngày 1 tháng 7, và cuối cùng sang Chi hạm đội U-boat 6 từ ngày 1 tháng 3, 1943.

#### Chuyến tuần tra thứ nhất
Sau khi di chuyển từ cảng Kiel, Đức đến Trondheim vào cuối tháng 2, 1942, U-405 xuất phát từ cảng Na Uy này vào ngày 7 tháng 3 cho chuyến tuần tra đầu tiên trong chiến tranh. Sau khi hoạt động trong biển Na Uy mà không đánh chìm được mục tiêu nào, nó kết thúc chuyến tuần tra và quay trở về Trondheim vào ngày 22 tháng 3.

#### Chuyến tuần tra thứ hai
U-405 khởi hành từ cảng Trondheim vào ngày 26 tháng 4 cho chuyến tuần tra thứ hai, và đã trong biển Barents ngoài khơi bán đảo Kola. Nó kết thúc chuyến tuần tra tại cảng Skjomenfjord, Na Uy vào ngày 10 tháng 5, và đến cuối tháng 5 đã di chuyển đến cảng Bergen, Na Uy, rồi quay trở lại Kiel.

#### Chuyến tuần tra thứ ba và thứ tư
Rời Kiel vào ngày 16 tháng 7 cho chuyến tuần tra tiếp theo, U-405 đã hoạt động dọc bờ biển Greenland cho đến phía Nam quần đảo Svalbard và vòng qua biển Barents trước khi kết thúc chuyến tuần tra tại Skjomenfjord vào ngày 16 tháng 8.
Trong chuyến tuần tra thứ tư, cùng xuất phát và kết thúc tại Skjomenfjord và diễn ra từ ngày 26 tháng 8 đến ngày 20 tháng 9, U-405 tiếp tục hoạt động trong khu vực phía Bắc biển Na Uy và trong biển Barents. Nó tiếp tục đi đến cảng Bergen vào cuối tháng 9 sau khi kết thúc chuyến tuần tra.

#### Chuyến tuần tra thứ năm
Đến đầu tháng 11, U-405 di chuyển từ cảng Bergen đến Skjomenfjord, rồi lên đường từ đây cho chuyến tuần tra thứ năm từ ngày 11 tháng 11 để hoạt động trong biển Na Uy cho đến tận phía Nam quần đảo Svalbard. Nó quay trở về căn cứ Bergen vào ngày 15 tháng 12.

### 1943

#### Chuyến tuần tra thứ sáu
Khởi hành từ cảng Bergen vào ngày 7 tháng 2, 1943 cho chuyến tuần tra thứ sáu, đây là chuyến tuần tra duy nhất mà U-405 đánh chìm được tàu bè đối phương. Nó đã băng qua khe GIUK giữa Iceland và quần đảo Faroe để vòng qua quần đảo Anh và hoạt động tại vùng biển Bắc Đại Tây Dương về phía Đông Nam Greenland. Vào ngày 28 tháng 2, ở vị trí khoảng 250 nmi (460 km) về phía Đông mũi Farewell, Greenland, nó đã phóng ngư lôi tấn công và đánh chìm tàu Liberty Hoa Kỳ SS Wade Hampton 7.176 GRT, vốn bị tách rời khỏi Đoàn tàu HX-227 và đang trong hành trình từ New York sang Murmansk, vận chuyển 8.000 tấn hàng hóa, bao gồm hai xuồng phóng lôi PT boat (RPT-1 và RPT-3).
Chín ngày sau đó 9 tháng 3, chiếc tàu ngầm lại phóng ngư lôi tấn công Đoàn tàu SC-121, và đánh chìm tàu buôn Na Uy Bonneville 4.665 GRT, vốn đang trong hành trình từ New York sang Liverpool với hơn 7.000 tấn hàng hóa, bao gồm xuồng đổ bộ LCT HMS LCT-2341, tại tọa độ 58°45′B 21°57′T / 58,75°B 21,95°T. Kết thúc chuyến tuần tra, U-405 đi đến cảng St. Nazaire bên bờ Đại Tây Dương của Pháp đã bị Đức chiếm đóng, đến nơi vào ngày 23 tháng 3.

#### Chuyến tuần tra thứ bảy
U-405 xuất phát từ St. Nazaire vào ngày 2 tháng 5 cho chuyến tuần tra thứ bảy, kéo dài cho đến ngày 21 tháng 5. Chiếc tàu ngầm chỉ mới rời cảng được hai ngày và vẫn còn đang trong vịnh Biscay khi nó bị một máy bay ném bom Handley Page Halifax thuộc Liên đội 502 Không quân Hoàng gia Anh tấn công. Ba quả bom ném xuống đã khiến chiếc U-boat bị rò rỉ dầu mà không thể sửa chữa, đến mức hạm trưởng của U-405 buộc phải kết thúc chuyến tuần tra vào ngày 12 tháng 5. Trên đường quay trở về căn cứ vào ngày 18 tháng 5, nó lại bị một thủy phi cơ Short Sunderland thuộc Liên đội 10 Không quân Hoàng gia Australia tấn công. Tuy nhiên lần này chiếc tàu ngầm thoát được mà không chịu thêm hư hại.

#### Chuyến tuần tra thứ tám – Bị mất
U-405 thực hiện các chuyến đi ngắn từ cảng St. Nazaire trong tháng 8 và tháng 9 trước khi lên đường vào ngày 10 tháng 10 cho chuyến tuần tra thứ tám, cũng là chuyến cuối cùng, để hoạt động trong vùng biển Bắc Đại Tây Dương về phía Đông Newfoundland, Canada.
Vào ngày 1 tháng 11, U-405 đụng độ với tàu khu trục Hoa Kỳ USS Borie ở vị trí về phía Bắc quần đảo Azores, tại tọa độ 49°00′B 31°14′T / 49°B 31,233°T. Chiếc tàu khu trục đã thả mìn sâu tấn công, buộc chiếc tàu ngầm phải trồi lên mặt nước. Sau đó Borie di chuyển đổi hướng và húc trúng U-405, khiến hai đối thủ tạm thời dính chặt vào nhau, và một cuộc đụng độ kỳ quặc diễn ra. Ở khoảng cách cực gần, chiếc tàu khu trục không thể hạ thấp các nòng pháo 4 inch (100 mm) và 3 inch (76 mm) đủ thấp để bắn trúng đối phương, và thủy thủ trên tàu chỉ có một số lượng hạn chế vũ khí nhẹ. Phía bên Đức, khẩu hải pháo 8,8 cm (3,5 in) trên boong tàu không được trang bị giáp che chắn, nên thủy thủ Đức chịu đựng thương vong khi họ tìm cách vận hành khẩu hải pháo.
Khi hai đối thủ tách được nhau ra, khoảng 35 trong số 49 thành viên thủy thủ đoàn U-405 đã thương vong hay rơi xuống biển. Borie bị hư hại nặng và di chuyển với tốc độ chậm, còn chiếc U-boat vẫn có thể cơ động với tốc độ tương đương nhưng có bán kính xoay vòng hẹp hơn nên dễ dàng né tránh đối thủ. Borie đánh lừa đối phương bằng cách tắt hết đèn, nên U-405 tưởng rằng họ có cơ hội chạy thoát. Khi Borie bật đèn pha trở lại, khoảng cách giữa hai đối thủ đủ rộng, và Borie tấn công mục tiêu bằng hải pháo và mìn sâu, khiến U-405 chết đứng giữa biển và thủy thủ bắt đầu bỏ tàu để lên các bè  cứu sinh. Người cuối cùng rời tàu đội mũ sĩ quan. U-405 chìm dần với phần đuôi trước lúc 02 giờ 57 phút, và phát nổ dưới nước, có thể bởi các khối chất nổ được cài đặt để đánh đắm tàu bởi người sĩ quan cuối cùng rời tàu.
Thủy thủ Đức trên các bè cứu sinh bắn pháo sáng ra hiệu, nên thủy thủ trên Borie tin rằng họ ra dấu hiệu cầu cứu, và bắt đầu tiếp cận các bè cứu sinh ở khoảng cách 50–60 yd (46–55 m) bên mạn trái và chuẩn bị cứu vớt. Thực ra các thủy thủ Đức ra hiệu cho một tàu U-boat khác đang đi trên mặt nước gần đó, và chiếc U-boat trả lời bằng một phát pháo sáng bắn lên. Khi một trinh sát viên bên trên Borie phát hiện một quả ngư lôi đang tiếp cận, chiếc tàu khu trục buộc phải cơ động né tránh bằng cách đâm thẳng vào các bè cứu sinh, và sau đó chạy zig-zag rút lui, từ bỏ ý định cứu vớt những người sống sót. Cả hai phía đều không ghi nhận đã cứu vớt được người nào sống sót, nên toàn bộ 49 thành viên thủy thủ đoàn của U-405 đều đã tử trận cùng con tàu.
Borie bị tổn thất ba sĩ quan và 24 thủy thủ, và nó bị hư hại nặng do cú va chạm với chiếc U-boat đến mức không thể kéo trở về cảng. Sang ngày hôm sau, thủy thủ đoàn bỏ tàu, và Borie bị tàu khu trục USS Barry phóng ngư lôi đánh đắm.

### "Bầy sói" tham gia
U-405 từng tham gia chín bầy sói:
- Wrangel (11 – 18 tháng 3, 1942)
- Strauchritter (2 – 5 tháng 5, 1942)
- Nebelkönig (27 tháng 7 – 14 tháng 8, 1942)
- Trägertod (12 – 18 tháng 9, 1942)
- Boreas (19 tháng 11 – 9 tháng 12, 1942)
- Neptun (18 tháng 2 – 3 tháng 3, 1943)
- Westmark (6 – 11 tháng 3, 1943)
- Siegfried (25 – 27 tháng 10, 1943)
- Siegfried 1 (27 – 30 tháng 10, 1943)

### Tóm tắt chiến công
U-405 đã đánh chìm được hai tàu buôn tổng tải trọng 11.841 GRT cùng ba tàu chiến với tổng tải trọng 361 tấn:
| Ngày             | Tên tàu      | Quốc tịch              | Tải trọng | Số phận      |
| ---------------- | ------------ | ---------------------- | --------- | ------------ |
| 28 tháng 2, 1943 | Wade Hampton | United States          | 7,176     | Bị đánh chìm |
| 28 tháng 2, 1943 | RPT-1        | Hải quân Liên Xô       | 35        | Bị đánh chìm |
| 28 tháng 2, 1943 | RPT-3        | Hải quân Liên Xô       | 35        | Bị đánh chìm |
| 9 tháng 3, 1943  | Bonneville   | Norway                 | 4.665     | Bị đánh chìm |
| 9 tháng 3, 1943  | HMS LCT 2341 | Hải quân Hoàng gia Anh | 291       | Bị đánh chìm |